# Sargento York
Sergeant York (bra/prt: Sargento York) é um filme norte-americano de 1941, do gênero drama bélico-biográfico, realizado por Howard Hawks, com roteiro de Harry Chandlee, Abem Finkel, John Huston e Howard Koch baseado no diário de Alvin C. York romanceado por Tom Skeyhill.

## Sinopse
Alvin C. York trata da terra pobre em que vive com a sua mãe. Alvin sonha comprar terras num sítio mais fértil, sendo que o seu pai tinha esse sonho e não o conseguiu concretizar, apesar de ter trabalhado muito para isto. 
Um dia, enquanto caçava raposas, ele conversa com a jovem Gracie Williams e fica a gostar dela. Porém, quando à noite ele vai visitar a casa de Gracie, ele encontra Zeb Andrews, o filho de um agricultor rico, que também gosta de Gracie. Tentando alterar esta situação embaraçosa, Alvin vai até Nate Tompkins e vende várias das suas propriedades por 50 dólares, quantia insuficiente para comprar a terra da planície. 
Mais tarde Alvin torna-se um religioso. Em 1917 os americanos entram na 1ª Guerra Mundial. Milhares vão alistar-se no exército, mas Alvin nega-se, pois crê que toda aquela guerra é inútil e desumana. Ele não se apresenta no exército, declarando-se objector de consciência. O pastor Pile tenta convencer o exército que as convicções religiosas de Alvin deveriam impedi-lo de ir para a guerra, mas o exército não reconhece a igreja de Pile como entidade religiosa oficial. Então Alvin acaba por ir, sem imaginar que isto iria modificar sua vida para sempre. 

## Elenco
- Gary Cooper ....Alvin C. York
- Walter Brennan .... Pastor Rosie Pile
- Joan Leslie .... Gracie Williams
- George Tobias .... "Pusher" Ross
- Stanley Ridges .... Major Buxton
- Margaret Wycherly .... Mãe York
- Ward Bond .... Ike Botkin
- Noah Beery Jr. .... Buck Lipscomb
- June Lockhart .... Rosie York
- Dickie Moore .... George York
- Clem Bevans .... Zeke
- Howard da Silva .... Lem
- Charles Trowbridge .... Cordell Hull
- Harvey Stephens .... Capitão Danforth
- David Bruce .... Bert Thomas
- Joe Sawyer.... Sargento Early
- Pat Flaherty .... Sargento Harry Parsons
- Robert Porterfield .... Zeb Andrews
- Erville Alderson .... Nate Tomkins
- Elisha Cook, Jr. .... Pianista

## Prémios e nomeações
| Premiação  | Categoria                    | Recipiente                                            | Resultado |
| ---------- | ---------------------------- | ----------------------------------------------------- | --------- |
| Oscar 1942 | Melhor ator                  | Gary Cooper                                           | Venceu    |
| Oscar 1942 | Melhor edição                |                                                       | Venceu    |
| Oscar 1942 | Melhor filme                 | Melhor filme                                          | Indicado  |
| Oscar 1942 | Melhor realizador            | Howard Hawks                                          | Indicado  |
| Oscar 1942 | Melhor ator secundário       | Walter Brennan                                        | Indicado  |
| Oscar 1942 | Melhor atriz secundária      | Margaret Wycherly                                     | Indicado  |
| Oscar 1942 | Melhor fotografia - p&b      | Sol Polito                                            | Indicado  |
| Oscar 1942 | Melhor direção de arte - p&b | John Hughes                                           | Indicado  |
| Oscar 1942 | Melhor banda sonora - drama  | Max Steiner                                           | Indicado  |
| Oscar 1942 | Melhor som                   | Oliver S. Garretson                                   | Indicado  |
| Oscar 1942 | Melhor argumento original    | John Huston, Howard Koch, Abem Finkel, Harry Chandlee | Indicado  |